# Masato Yamazaki (futbolista nacido en 1981)
Masato Yamazaki (山崎 雅人 Yamazaki Masato?,  nacido el 4 de diciembre de 1981 en Kioto, Kioto) es un futbolista japonés. Juega de delantero y su equipo actual es el Zweigen Kanazawa de la J2 League de Japón.

## Trayectoria

### Clubes
| Club                | País  | Año             |
| ------------------- | ----- | --------------- |
| Yokohama F. Marinos | Japón | 2004 - 2005     |
| Oita Trinita        | Japón | 2005 - 2007     |
| Gamba Osaka         | Japón | 2008 - 2009     |
| Sanfrecce Hiroshima | Japón | 2010 - 2011     |
| Montedio Yamagata   | Japón | 2011 - 2015     |
| Zweigen Kanazawa    | Japón | 2016 - Presente |

## Palmarés

### Títulos nacionales
| Título             | Club                | País  | Año  |
| ------------------ | ------------------- | ----- | ---- |
| J1 League          | Yokohama F. Marinos | Japón | 2004 |
| Copa del Emperador | Gamba Osaka         | Japón | 2008 |
| Copa del Emperador | Gamba Osaka         | Japón | 2009 |

### Títulos internacionales
| Título                      | Club (*)    | Sede     | Año  |
| --------------------------- | ----------- | -------- | ---- |
| Liga de Campeones de la AFC | Gamba Osaka | Adelaida | 2008 |

(*) Incluyendo la selección